# Хлопків (Мазовецьке воєводство)
Хлопків (пол. Chłopków, Хлопкув) — село в Польщі, у гміні Плятерув Лосицького повіту Мазовецького воєводства. Населення — 191 особа (2011).

## Історія
1649 року вперше згадується церква східного обряду в селі.
За даними етнографічної експедиції 1869—1870 років під керівництвом Павла Чубинського, у селі переважно проживали греко-католики, які розмовляли українською мовою. 1890 року в селі зведено нову православну церкву.
У 1975—1998 роках село належало до Білопідляського воєводства.

## Населення
Демографічна структура станом на 31 березня 2011 року:
|          | Загалом | Допрацездатний вік | Працездатний вік | Постпрацездатний вік |
| -------- | ------- | ------------------ | ---------------- | -------------------- |
| Чоловіки | 98      | 20                 | 66               | 12                   |
| Жінки    | 93      | 24                 | 45               | 24                   |
| Разом    | 191     | 44                 | 111              | 36                   |